# Tachikawa Ki-54
Le Tachikawa Ki-54 (code allié Hickory) est un avion militaire de la Seconde Guerre mondiale construit au Japon. Conçu comme avion d'entraînement pour les équipages de bombardiers et autres appareils multiplaces, cet avion sûr et robuste fut construit durant toute la guerre du Pacifique, de 1941 à 1945. Ses missions allèrent en se diversifiant : il fut utilisé comme avion de transport léger, avion de liaison pour autorités, et même comme avion de patrouille maritime contre les sous-marins ennemis. De nombreux exemplaires survécurent à la guerre et furent utilisés par les Alliés à la fin des années 1940.

### Aéronefs comparables
- Avro Anson
- Airspeed Oxford
- Focke-Wulf Fw 58